# Lype saxonica
Lype saxonica là một loài Trichoptera hóa thạch trong họ Psychomyiidae.